# 나이저강 삼각주 분쟁
나이저강 삼각주 분쟁(Conflict in the Niger Delta)은 1990년대 초 이후 외국계 정유 회사와 그들에 의해 착취당해온 나이저 델타 지역 소수 민족(특히 오고니 족과 이자오 족)들 간에 진행되고 있는 갈등이다. 나이저강 하구인 나이저 델타지역에서는 인종 및 정치적 불안정이 1990년대를 거쳐 현재까지도 계속되고 있으며 1999년 나이지리아 민주화와 올루세군 오바산조 대통령의 당선 이후에도 이 갈등은 지속되고 있다.
원유 수익으로 얻어진 자금은 수많은 소수민족들 간의 충돌을 야기시켰고 나이지리아군과 경찰은 물론 지역의 민병대 조직까지도 무장을 하게 되었다. 이 과정에서 무수한 범죄 피해자들이 발생했지만 이들은 "인권침해 혐의로 고소된 가해자들이 무죄로 방면될 경우 갈등과 폭력의 악순환이 더 커질 것"을 우려하여 좀처럼 법정을 찾지 못하고 있다.
이 지역에서 벌어지고 있는 갈등의 양상은 너무나 다양해서 개별적으로 정의 내리는 것은 불가능하며 무의미하다. 하지만 갈등의 근본적 배경은 석유로 인해 발생된 수입의 분배와 밀접한 관계를 맺고 있다는 것이 일반적인 견해이다.

## 배경
거의 40년간 원유를 생산해 온 나이지리아는 1990년대 초반 들어 국가의 경제 구조 자체가 석유 정제 산업에 완전히 의존하게 되었다. 1990년대 초 당시 GDP의 25%를 차지했던 석유 산업의 비중은 2000년대 들어 40%에 육박할 정도로 커졌다. 하지만 원유 수출로 막대한 수익을 벌여들였음에도 유전지역인 나이저 델타 지역에 거주하는 대다수의 원주민들에겐 그 혜택이 거의 돌아가지 못했다. 1960년대부터 생업인 전통 농업을 포기하고 석유 산업에 뛰어들었던 원주민들은 이러한 상황에 당연히 불만을 가질 수밖에 없었다. 20세기 후반들어 나이지리아의 곡물 생산량과 생산 수입은 급속도로 줄어들었는데, 1960년과 비교하여 코코아 생산량은 43%, 고무 생산량은 29%, 목화 생산량은 65%, 땅콩 생산량은 64%로 줄어들었다. 많은 수의 숙련된 나이지리아의 고급인력들이 석유회사에 고용되었지만 나이저강 하구와 그 북쪽에 거주하는 대다수의 나이지리아인들은 1960년대 이후 더욱 빈곤해져 갔다.
나이저강 하구 유역은 인구가 급속도로 증가하고 있으며 2005년 현재 나이지리아 총 인구의 23%에 육박하는 3000만이 넘는 인구가 거주하고 있는 것으로 조사되었다. 이 지역의 인구 밀도 또한 세계 최고 수준인 1제곱킬로미터당 265명을 기록하고 있다. 매년 3%의 가파른 인구 증가율을 보이고 있으며 포트 하커트(Port Harcourt)를 비롯한 많은 도시들이 급성장하고 있다. 현재 나이지리아는 도시화와 그에 따른 빈곤이 확산되고 있으며 정부기관의 부패 또한 만연해 있다. 그 결과 도시화는 진행되고 있으나 실질적으로 일자리를 만들어 낼만한 경제 성장은 이루지 못하고 있는 것이 현실이다. 또한 급속한 인구 증가로 인해 자족을 위한 생태계 파괴도 공공연히 행해지고 있다.

## 같이 보기
- 비아프라 전쟁